# Randi Oline
Randi Oline Mæhlum (* 1995) ist eine norwegische Sängerin und Songwriterin, die unter dem Namen Randi Oline auftritt.

## Leben
Mæhlum stammt aus Brøttum in der Kommune Ringsaker. Sie besuchte die private Musikhochschule Lillehammer Institute of Music Production and Industries (LIMPI). Im Februar 2023 gab sie ihre Debütsingle, das Lied Er dette til å overleve, heraus. Im Oktober 2023 zog sie erstmals in die norwegischen Singlecharts ein, als sie zusammen mit Beathoven eine neue Version ihrer Debütsingle veröffentlichte. Den ersten Platz der Singlecharts erreichte sie schließlich einen Monat später mit einer Coverversion des Liedes Kristoffer Robin. Mæhlum hatte ihre Version des Liedes, dessen Original von Cezinando stammt, zunächst nur in den sozialen Medien veröffentlicht und erst offiziell herausgegeben, nachdem ihre Version virale Verbreitung fand. Auch Cezinandos Original platzierte sich in der Folge erneut in den Charts.
Beim Festival by:Larm gewann sie im September 2024 die Auszeichnung als „Årets Stjerneskudd“, also als Shootingstar des Jahres. Beim norwegischen Musikpreis P3 Gull war sie im Jahr 2024 in der Newcomer-Kategorie nominiert. Zudem wurde die gemeinsam mit Beathoven veröffentlichte Version des Liedes Er dette til å overleve als „Lied des Jahres“ nominiert.

## Auszeichnungen
P3 Gull
- 2024: Nominierung in der Kategorie „Lied des Jahres“ (für Er dette til å overleve, mit Beathoven)
- 2024: Nominierung in der Kategorie „Durchbruch des Jahres“[7]

Sonstige
- 2024: „Årets Stjerneskudd“ beim Festival by:Larm

## Diskografie

### Singles
| Jahr | Titel Album               | Höchstplatzierung, Gesamtwochen, AuszeichnungChartsChartplatzierungen (Jahr, Titel, Album, Platzierungen, Wochen, Auszeichnungen, Anmerkungen) | Anmerkungen                                                 |
| Jahr | Titel Album               | NO | Anmerkungen                                                 |
| ---- | ------------------------- | --- | ----------------------------------------------------------- |
| 2023 | Er dette til å overleve – | NO17 Gold · (5 Wo.)NO | Erstveröffentlichung: 13. Oktober 2023 mit Beathoven        |
| 2023 | Kristoffer Robin –        | NO1 Gold · (5 Wo.)NO | Erstveröffentlichung: 10. November 2023 Original: Cezinando |

Weitere Singles
- 2023: Er dette til å overleve
- 2023: Hvis du bestemmer deg
- 2023: Gatene fylles av farger
- 2024: Hvis det var opp til meg
- 2024: Din i kveld (mit Broiler)
- 2024: Hva vi kunne bli
- 2024: Demo